# Szrotmistrz
Szrotmistrz, szrotarz, słotarz (łac. praefectus stabuli civitatis, niem. schrotknechte, birschroter, weinschroter) – staropolski urząd istniejący wyłącznie w Krakowie. Do jego podstawowych obowiązków należała opieka nad miejską stajnią. Poza tym nadzorował handel winem, gorzałką i ściągał związane z tym czynsze oraz podatki. Przewoził również beczki piwa i wina od producentów do szynków, zajmował się ich wnoszeniem do piwnic oraz wynoszeniem i załadunkiem. Nie był zwykłym tragarzem, ale pracownikiem zatrudnianym przez odrębny urząd miejski zwany Schrotamt, który ustanawiał taksy za pośrednictwo w wewnątrzmiejskim transporcie. Miasto posiadało monopol na przewóz tego rodzaju towarów, a opłaty pobierane przez szrotmistrza były jednym z ważnych źródeł dochodów Krakowa. System ten funkcjonował mniej więcej od końca XIV do XVI wieku. 
Mieszkał przy dzisiejszej ul. św. Marka, której wschodnią część nazywano pierwotnie Szrotarską. 